# Johnny Velkeneers
Jean Velkeneers dit Johnny Velkeneers, né le 15 juin 1950 à Uccle, est un footballeur et entraîneur belge, qui évoluait au poste de défenseur. Il commence sa carrière en 1969 à Anderlecht, et après des passages à FC Bruges, Lokeren et l'Antwerp notamment, il prend sa retraite sportive en 1985. Il n'a jamais été appelé en équipe nationale, mais a joué quelques matches dans l'équipe belge juniors.

## Carrière
Johnny Velkeneers commence à jouer au football au KSV Alsemberg, un club de la banlieue bruxelloise. En 1963, il rejoint les équipes d'âge d'Anderlecht, et il débute en équipe première avec les mauves en 1969, dans une équipe composée notamment de Paul Van Himst, Jean Cornelis ou Pierre Hanon, dont il prendra la place dans la défense centrale. Il joue la finale de la Coupe des villes de foires 1969-1970, perdue contre Arsenal.
En 1971, Velkeneers est inclus avec son coéquipier Wilfried Puis dans un échange avec Rob Rensenbrink, et devient donc joueur du FC Bruges. Il s'impose également comme titulaire à Bruges, et remporte le titre de champion de Belgique en 1973. La saison suivante, il doit faire face à une concurrence plus rude de Georges Leekens et Erwin Vandendaele, qui le pousse petit à petit sur le banc des remplaçants. En 1974, il quitte le club et rejoint les néo-promus de Lokeren.
Johnny Velkeneers devient rapidement une valeur sûre dans la défense des waeslandiens, et participe à plus de 150 matches sous le maillot lokerenois. L'équipe termine régulièrement aux places d'honneur jusqu'en 1980. Lors de cette dernière saison, il reçoit de moins en moins de temps de jeu, et il décide de quitter le club pour rejoindre l'Antwerp, entraîné par Dimitri Davidović. Il participe à la quasi-totalité des matches de la saison, mais en juillet, alors âge de 31 ans, il décide de reculer en division 2, à Berchem Sport, club qui venait de terminer le championnat 1980-1981 à la dernière place. Il y reste deux saisons sans parvenir à remonter parmi l'élite, puis s'en va pour Overpelt Fabriek. Après deux dernières saisons dans le club limbourgeois, il met un terme à sa carrière en 1985.
Après sa retraite sportive, Johnny Velkeneers décide de franchir le pas pour devenir entraîneur. Il dirige entre autres le KSC Hasselt et Lommel, et plusieurs équipes de divisions inférieures.

## Palmarès
- 1 fois champion de Belgique en 1973 avec le FC Bruges